# Herman Schultz (astronom)
Per Magnus Herman Schultz (ur. 7 lipca 1823 w Nykvarn, zm. 8 maja 1890 w Sztokholmie) – szwedzki astronom.
Odkrył 13 obiektów z katalogu NGC, niemal wszystkie okazały się być gwiazdami, a tylko jeden, NGC 414, to galaktyka.

## Życiorys
W latach 1857–1859 pracował w obserwatoriach w Wiedniu, Monachium i Berlinie. W 1859 roku rozpoczął pracę w Obserwatorium w Uppsali. Wyniki swoich obserwacji Marsa, planetoid, komet oraz mgławic opublikował w 1864 roku. W 1878 roku został profesorem astronomii na Uniwersytecie w Uppsali oraz dyrektorem jego obserwatorium.
Od 1873 roku Herman Schultz był członkiem Królewskiego Towarzystwa Nauk w Uppsali, a od 1875 członkiem Szwedzkiej Królewskiej Akademii Nauk.